# Bengt Sundström
Bengt Olov Sundström, född 20 maj 1938 i Jakobs församling i Stockholm, död 19 maj 1994 i Sollentuna församling i Stockholms län, var en svensk skivbolagsdirektör, musiker och låtskrivare. Han använde även pseudonymerna Bengt-Olle och Jaques Belle.
Bengt Sundström var son till rörarbetaren Karl Axel Teodor Sundström (1899–1959) och Gerda Maria, ogift Jansson (1899–1974).
Efter genomgången typografutbildning började han 1959 på grammofonbolaget Philips-Sonora, där han bland annat arbetade med skyltning och reklam. Året efter kom han till musikförlaget Southern Music AB och 1964 blev han förlagschef hos Edition Odeon. Han var inspelningschef hos skivbolaget EMI 1971–1973 och VD för EMI:s skandinaviska förlagsverksamhet från 1973.
Sundström odlade tidigt sin musikaliska ådra. Han startade en egen orkester 1953 där han var gitarrist. 1954 satsade han på att spela barytonsaxofon och samarbetade med bland andra Arne Lamrin, Lulle Ellboj, Fred Hylter och Kjell Fernström men hade också egna kvartetter. Hos Sven-Olof Bagge and the Lappland Brass spelade han altsaxofon fram till 1968.
Från 22 års ålder skrev han svenska texter till melodier med titlar som Det är så lätt att leva livet, vilken låg 17 veckor på Svensktoppen med Gunnar Wiklund, Vi ska gå hand i hand, Snart så kommer åter ljusa tider, också med Gunnar Wiklund, samt Snart blir det sommar igen. Hans låt Man ska leva för varandra blev en storsäljare för Trio me' Bumba. 1983 blev han SKAP-stipendiat.
Sundström var gift första gången 1965–1967 med Anita Reis, född 1945,, och andra gången 1968–1980 med Gunilla Nermander, född 1945. I andra äktenskapet fick han tre söner, födda 1969, 1973 (avliden samma år) och 1975.
Han är begravd på Sollentuna kyrkogård.